# Caso Estermann
Il caso Estermann è un triplice omicidio commesso il 4 maggio 1998 nella Città del Vaticano che causò la morte del comandante della Guardia Svizzera Pontificia Alois Estermann, di sua moglie Gladys Meza Romero e del vicecaporale Cédric Tornay. La ricostruzione fornita dalle autorità vaticane al termine di una breve indagine, stabilì che l'autore del triplice omicidio sarebbe stato il vicecaporale Cédric Tornay. Tale ipotesi venne contestata dalla madre del giovane vicecaporale, alimentando anche varie teorie alternative che hanno coinvolto teorie del complotto e casi irrisolti, come la scomparsa di Emanuela Orlandi.

## Storia
Il 4 maggio 1998, in un palazzo della Città del Vaticano, vennero ritrovati in una stanza i cadaveri di Alois Estermann, 43 anni, comandante da poche ore del Corpo delle Guardie Svizzere, della moglie venezuelana Gladys Romero e di Cédric Tornay, suo subordinato. I due coniugi, apparentemente, erano stati uccisi; il giovane Tornay, che presentava un foro da proiettile nella parte posteriore del cranio, sembrava essersi suicidato.
La magistratura vaticana, nella persona del giudice Gianluigi Marrone, incaricato di seguire le indagini, nel 1999 archiviò l'inchiesta dopo aver desunto che Cédric Tournay aveva ucciso Alois Estermann e sua moglie Gladys Meza in preda a un raptus, causato da un possibile rifiuto di una promozione, per poi suicidarsi. L'autopsia sul giovane ragazzo ha rivelato una cisti nel cervello che avrebbe compromesso e deformato la parte anteriore del lobo frontale cerebrale di sinistra e che, secondo alcune tesi, potrebbe essere stata la possibile causa di un comportamento "disinibito, irriverente e irresponsabile". Secondo la versione fornita dalla Santa Sede, il suicidio sarebbe evidente a causa del foro di proiettile fuoriuscito dalla parte posteriore del cranio, e quindi sparato in bocca, mentre la rottura degli incisivi del giovane sarebbe stata causata dal rinculo dell'arma.Secondo testimonianze diffuse dall'Ufficio Stampa del Vaticano,  Estermann pare non fosse in buoni rapporti con Tornay, poiché più volte il giovane sarebbe venuto meno alla rigida disciplina vigente nel Corpo delle Guardie.
Il giorno successivo all'accaduto, la Santa Sede avvertì la madre di Tornay, Muguette Baudat; non lo fece tuttavia in maniera diretta ma venne comunicato dal parroco del paese svizzero in cui la signora risiedeva. Una volta appresa la tragica notizia, ella si recò a Roma per vedere il corpo del figlio e dove acconsentì alla proposta di alcuni prelati di far cremare il corpo, in modo da poter più agevolmente far ritorno in patria. 
Tuttavia il giorno dopo la donna decise di non firmare l'autorizzazione ma nel frattempo le venne consegnata un'ultima lettera d'addio scritta dal figlio.

## Controversie
- Per il legale della madre di Cédric Tornay, l'avvocato Luc Brossellet, l’autopsia effettuata sul giovane a Losanna "mostra ad esempio che egli aveva la testa all'indietro quando fu sparato il colpo in bocca, mentre secondo la versione ufficiale il giovane è descritto in ginocchio la testa in avanti" e "la ricostituzione della morte di Cédric Tornay nella tesi ufficiale è sbagliata" e inoltre secondo la madre, Muguette Baudat, l'inchiesta ufficiale "è piena di dissimulazioni, contraddizioni e menzogne fatte nel tentativo di celare una verità probabilmente inconfessabile" e tutti i tre i morti sono stati vittime di una "messa in scena orchestrata per eliminare Estermann e avere un assassino pazzo e morto".[5][2][1]

- Secondo il risultato delle indagini ufficialmente, Tornay uccise Alois Estermann, sua moglie Gladys Meza Romero e poi si suicidò utilizzando la propria pistola d'ordinanza: una SIG Sauer P220 parabellum. La pistola in questione impiega proiettili da 9 millimetri; durante la prima autopsia in Vaticano e la seconda autopsia a Losanna si è misurato il foro di uscita del proiettile dal cranio di Tornay. In entrambi gli esami autoptici venne riportato che misura soli 7 millimetri ed è quindi evidentemente incompatibile con i proiettili della SIG Sauer P220. Inoltre il proiettile del presunto suicidio consegnato dal Vaticano alla madre non presenta le deformazioni tipiche di un proiettile sparato.[8]

- La presunta lettera di addio del ragazzo, indirizzata alla madre, fu consegnata a mano da membri della Gendarmeria Vaticana e non spedita tramite posta come le precedenti. Tuttavia essa presenta imprecisioni, incongruenze e un errore nel computo del periodo di servizio in Vaticano. Tra i vari errori vi è l'uso, nel nome del destinatario, del cognome del precedente marito della signora Baudat, da cui era ufficialmente separata.[2] L'assenza della consueta firma del ragazzo, la frase conclusiva dei saluti, nonché la presenza di numerosi errori grammaticali grossolani e insoliti per una persona di madrelingua francese e di una cultura medio-alta, fanno propendere a una lettera non autentica e forse scritta da ignoti, pur imitando la grafia del giovane. Per quanto concerne il primo interrogativo, esso è sostenuto soggettivamente solo dalla signora Baudat, la quale ricorda la grande precisione del figlio in merito alle date riguardanti il proprio servizio come guardia; per il secondo vi sono spiegazioni giustificabili oggettivamente. L'autore della lettera, nel caso non fosse stato Tornay, avrebbe potuto reperire il cognome paterno negli archivi in cui sono conservati i dati delle Guardie Svizzere; tuttavia quei dati risalivano ai tempi del primo matrimonio della signora Baudat.[9]

- Durante la trasmissione di Corrado Augias Enigma del 12 giugno 2009 Roberta Tacconi, un perito grafologo consulente presso il Tribunale di Milano, esaminando una lettera precedente di Tornay e la lettera di addio ha individuato alcune discrepanze tra le due che le fanno dichiarare la possibilità che sia stata scritta da un falsario.[10]

- Durante il suo soggiorno a Roma, un misterioso individuo, tale Yvon Bertorello, un diacono che si spacciò per giornalista di un periodico francese e che diceva di agire per conto della Segreteria di Stato,[11] rivelò alla signora Baudat di avere le prove dell'omicidio di suo figlio Cédric, senza aggiungere altro al riguardo.[senza fonte] Questa vicenda non ebbe seguito. Emersero quindi altre piste alternative, improntate di volta in volta all'ipotesi delle relazioni sessuali di Tornay, sia con la moglie che con lo stesso Estermann,[2] al possibile ruolo di Estermann come agente della Stasi[2] anche in relazione ad un furto di documenti che avvenne negli uffici della Guardia Svizzera,[4] all'opposizione verso la sua nomina da parte della loggia massonica vaticana[senza fonte]; si è ipotizzata anche una congiura dei nobili svizzeri, che per tradizione forniscono al Vaticano il comandante delle Guardie, i quali si erano visti scalzati dalla nomina di Estermann[2].